# Віллі ван дер Кейлен
Віллі ван дер Кейлен (нід. Wilhelmus Martinus Leonardus Johannes "Willy" van der Kuijlen; 6 грудня 1946, Гелмонд — квітень 2021) — нідерландський футболіст, що грав на позиції півзахисника, нападника. Найкращий бомбардир в історії Ередивізі (найвищого дивізіону чемпіонату Нідерландів).
Виступав, зокрема, за клуб ПСВ, а також національну збірну Нідерландів.
Триразовий чемпіон Нідерландів. Дворазовий володар Кубка Нідерландів. Володар Кубка УЄФА.

## Клубна кар'єра
У дорослому футболі дебютував 1964 року виступами за команду клубу ПСВ, в якій провів сімнадцять сезонів, взявши участь у 528 матчах чемпіонату.  Більшість часу, проведеного у складі ПСВ, був основним гравцем команди. У складі ПСВ був одним з головних бомбардирів команди, маючи середню результативність на рівні 0,58 голу за гру першості. За цей час тричі виборював титул чемпіона Нідерландів, ставав володарем Кубка УЄФА.
Завершив професійну ігрову кар'єру у клубах МВВ (Маастріх) і «Оверпельт» (Бельгія), у яких виступав по одному сезону.
Протягом ігрової кар'єри в матчах Ередивізі 311 разів відзначався забитими голами, що лишається найкращим показником серед усіх бомбардирів нідерландської футбольної першості.

## Виступи за збірну
1966 року дебютував в офіційних матчах у складі національної збірної Нідерландів. Протягом кар'єри у національній команді, яка тривала 12 років, провів у формі головної команди країни лише 22 матчі, забивши 7 голів.

## Титули і досягнення

### Командні
- Чемпіон Нідерландів (3):

ПСВ: 1974–75, 1975–76, 1977–78
- Володар Кубка Нідерландів (2):

ПСВ: 1973–74, 1975–76
- Володар Кубка УЄФА (1):

ПСВ:  1977–78

### Особисті
- Найкращий бомбардир в історії чемпіонату Нідерландів (311 голів)
- Найкращий бомбардир Кубка Кубків УЄФА (1):

1974–75
- Найкращий бомбардир чемпіонату Нідерландів (3):

1965–66, 1969–70, 1973–74

## Статистика
Статистика клубних виступів:
| Турнір                  | ПСВ | ПСВ | МВВ | МВВ | «Оверпельт» | «Оверпельт» | Всього | Всього |
| Турнір                  | І   | Г   | І   | Г   | І           | Г           | І      | Г      |
| ----------------------- | --- | --- | --- | --- | ----------- | ----------- | ------ | ------ |
| Кубок чемпіонів         | 15  | 10  | —   | —   | —           | —           | 15     | 10     |
| Кубок кубків            | 20  | 11  | —   | —   | —           | —           | 20     | 11     |
| Кубок УЄФА              | 23  | 8   | —   | —   | —           | —           | 23     | 8      |
| Чемпіонат Нідерландів   | 528 | 308 | 17  | 3   | —           | —           | 545    | 311    |
| Чемпіонат Бельгії (Д-2) | —   | —   | —   | —   | 28          | 8           | 28     | 8      |
| Всього                  | 586 | 337 | 17  | 3   | 28          | 8           | 631    | 348    |